# Мара Белчева (награда)
Националната литературна награда „Мара Белчева“ на името на голямата поетеса, родена в Севлиево през 1868 г., е учредена през 1983 г. от Община Севлиево и Съюза на българските писатели и се връчва на всяка нейна кръгла годишнина – през пет години.
През 1998 г. статутът е актуализиран, наградата е връчена отново, но след това е „замразена“ до 2008 г. поради невъзможност общината да ѝ осигурява финансовата поддръжка.
През 2008 г. по повод 140-годишнината от рождението на Мара Белчева на 8 септември Община Севлиево, Съюзът на българските писатели и бизнес сдружение „Севлиево 21 век“ възобновяват връчването на наградата. Общинският съвет утвърждава статут за провеждането на национален конкурс за съвременна българска поезия, написана от жени, „търсеща и отговаряща на многобройните въпроси, които съвремието поставя“, както пише в целите на конкурса още от основаването му. Според новия статут се обявява национален конкурс за поезия „Мара Белчева“. Конкурсът е явен и всеки кандидат трябва да изпрати три поетични творби. Присъждат се първа, втора и трета награда, придружени от грамота и парична сума. Предвидена е и награда на бизнессдружение „Севлиево 21 век“ за севлиевска поетеса.

## Наградени автори
- 1993 – Красимира Зафирова
- 1998 – Валентина Радинска
- 199? – Миглена Николчина[3]
- 199? – Ива Николова[3]

След промяната в статута през 2008 г.
| № | Година | Жури | Лауреати |
| - | ------ | --- | --- |
| 1 | 2008   | Седемчленно жури с председател Найден Вълчев и членове Благовеста Касабова, Валентина Радинска, председателя на литературен кабинет „Пеньо Пенев“ Димитър Васин, директорката на Националния литературен музей Румяна Пашалийска, севлиевската поетеса Ваня Георгиева и общинският съветник Христо Христов, който е председател на ПК „Образование, култура и вероизповедания“.                                                                                                 | - Виолета Христова от Чирпан – първа награда. - Илиана Илиева от Враца – втора награда. - Димитрина Равалиева от Карнобат – трета награда. - Христина Борисова от Севлиево и Светла Дамяновска от Мездра – награди на бизнесдружение „Севлиево 21 в.“. - Росица Петкова от Севлиево – награда за млада поетеса на общинския вестник „Росица“. |
| 2 | 2010   | Жури с председател Благовеста Касабова. | - Ана Александрова от София – първа награда. - Мария Николова от Пловдив – втора награда. - Нели Дечева от София – трета награда. - Ваня Георгиева – специална награда за най-добра севлиевска поетеса на бизнессдружение „Севлиево 21 век“. - Деница Йотова от София – награда на в. „Росица“ за млада поетеса.                              |
| 3 | 2012   | Председател: Димитър Васин – поет, член на СБП, художествен ръководител на литературен клуб „Пеньо Пенев“ и членове: Ваня Георгиева – поет, член на СБП, носител на награда на бизнес сдружение „Севлиево 21 век“ за севлиевска поетеса от конкурса „Мара Белчева“ – 2010 г. , Капка Пандурска – филолог, председател на ПК „Образование, култура и вероизповедания“ при Общински съвет – Севлиево, преподавател по български език и литература в СОУ „Васил Левски“, Севлиево. | - Елка Няголова от Добрич – първа награда. - Мариана Дафчева от Асеновград – втора награда. - Цонка Христова от Дряново – трета награда. - Даниела Йорданова – специална награда за най-добра севлиевска поетеса на бизнессдружение „Севлиево 21 век“.                                                                                        |
| 4 | 2014   | Жури в състав: Димитър Васин – председател, Минка Вачева и Анжела Димчева. | - Първа награда не се присъжда. - Наталия Цветанова от Монтана и Галена Воротинцева от Твърдица – втора награда. - Елена Влаева от Габрово и Нели Пигулева от Русе – трета награда. - Минка Вачева – специална награда за най-добра севлиевска поетеса на бизнессдружение „Севлиево 21 век“.                                                  |
| 5 | 2016   | Жури в състав: Димитър Васин – председател, Анжела Димчева и Минка Вачева. | - Николина Милева – първа награда. - Катя Маринова – втора награда. - Гюлшен Алиева – трета награда. - Венета Йонкова – специална награда на бизнес сдружение „Севлиево XXI век“. |
| 6 | 2018   | Жури в състав: Димитър Васин – председател, Анжела Димчева, Венета Йонкова и Минка Вачева. | - Валентина Йотова – първа награда. - Лиляна Качова – втора награда. - Ивелина Димитрова – трета награда. - Росица Стефанова – специална награда на бизнес сдружение „Севлиево XXI век“. |
| 7 | 2023   | Жури в състав: Кирил Кадийски – председател, Димитър Васин, Даниела Йорданова и Валентина Радинска. | - Дафинка Станева – първа награда. - Светлана Николова – втора награда. - Радостина Койчева – трета награда. - Ваня Георгиева – специална награда на бизнес сдружение „Севлиево XXI век“. |